# Sư đoàn 315, Quân đội nhân dân Việt Nam
Sư đoàn 315 được thành lập ngày 6 tháng 3 năm 1979 tại Campuchia, gồm Trung đoàn BB 142, 143, 733, Trung đoàn pháo mặt đất 729 và 2 tiểu đoàn trực thuộc. Sư đoàn trưởng đầu tiên là Đại tá Trương Đức Chữ. Sau khi làm nhiệm vụ ở Campuchia về, Sư đoàn về nước đóng quân tại Chu Lai, Núi Thành, Quảng Nam. Sư đoàn trưởng hiện nay là Đại tá Nguyễn Dương Kiên

## Tổ chức
- Phòng Tham mưu
- Phòng Chính trị
- Phòng Hậu cần
- Phòng Kỹ thuật
- Trung đoàn Bộ binh 143
- Trung đoàn Bộ binh 142 (KTT)
- Trung đoàn Bộ binh 733 (KTT)
- Tiểu đoàn Thông tin 18
- Tiểu đoàn Quân y 24
- Đại đội Sửa chữa 26
- Đại đội Kho 29

## Lãnh đạo hiện nay
Sư đoàn trưởng: Đại tá Nguyễn Dương Kiên
Chính ủy: Thượng tá Đỗ Thành Thái
Phó sư đoàn trưởng, Tham mưu trưởng: Thượng tá Võ Đức Cương
Phó Sư đoàn trưởng: Đại tá Đinh Văn Minh
Phó Sư đoàn trưởng: Đại tá Phan Văn Hoà
Phó Chính ủy: Thượng tá  Phạm Hải Minh

## Lãnh đạo qua các thời kỳ
Trương Đức Chữ
Đinh Ngọc Xước
Trần Minh
Thượng tướng Võ Tiến Trung
Trung tướng Trương Đức Nghĩa
Trung tướng Nguyễn Ngọc Cả
Thiếu tướng Hứa Văn Tưởng
Đại tá Đoàn Văn Tâm
Đại tá Trần Văn Lý